# Ginalloa angustifolia
Ginalloa angustifolia là một loài thực vật có hoa trong họ Santalaceae. Loài này được (Merr.) Danser mô tả khoa học đầu tiên năm 1935.